# Schuntersiedlung
Die Schuntersiedlung ist ein nicht amtlicher Stadtteil im Nordosten von Braunschweig in Niedersachsen zwischen Kralenriede und dem Siegfriedviertel mit etwa 1700 Einwohnern. Er liegt im Stadtbezirk 330 Nordstadt-Schunteraue.

## Geschichte
Die Schuntersiedlung entstand 1936 und 1937. Ihren Namen hat die Siedlung von dem Fluss Schunter, der sie im Norden begrenzt. Die Schuntersiedlung war ein Projekt der Braunschweiger Baugenossenschaft (BBG), die dort in den 1930er-Jahren 364 Wohnhäuser mit 928 Wohnungen errichtete. Es wurde damit Wohnraum für die zahlreichen Facharbeiter der Niedersächsischen Motorenwerke G.m.b. H. Braunschweig-Querum (Nimo, auch Niemo) geschaffen, die 1935 im Querumer Holz nördlich der Schunter gegründet wurde.
In den 1950er und 1970er Jahren wurden am Rand der Schuntersiedlung Einfamilienhäuser errichtet. Heute ist die Siedlung vor allem für Familien ein beliebter Stadtteil mit hohem Wohnwert, in dem nahezu alle Wohnungen und Häuser über einen eigenen Garten verfügen. Darüber hinaus ist die Schuntersiedlung komplett von Landschaftsschutzgebieten umgeben, die der Naherholung dienen. Die Entfernung zur Innenstadt beträgt ca. vier Kilometer. Angrenzend befinden sich die Stadtteile Kralenriede, Vorwerksiedlung, Siegfriedviertel und Querum.
Vor der Erbauung der Schuntersiedlung diente die sumpfige, oft von Überschwemmungen der Schunter heimgesuchte Schunteraue als Wiesen- und Weidefläche sowie als Ackerland zur Versorgung des Stadtteils Hagen. Für die Errichtung der Schuntersiedlung wurde der Boden um circa zwei Meter aufgeschüttet, sodass Überschwemmungen nur noch sehr selten auftreten, zuletzt 2002 und 2013.
Eine noch nicht festgelegte größere Anzahl der Häuser der Schuntersiedlung sollen nach dem Willen der Besitzerin, der Braunschweiger Baugenossenschaft, in den kommenden 15–20 Jahren abgerissen werden, um dort moderne Häuser zu errichten. Das Vorhaben soll zügig beginnen. Diese im Vorfeld der 75-Jahr-Feier im Juli 2012 im Rahmen eines Masterplans angekündigte Maßnahme sorgte für Verunsicherung unter den derzeitigen Mietern.

## Die Michelfelder-Siedlung
Über die Grundsteinlegung für die Dankeskirche am 8. November 1952 berichtete die Braunschweiger Zeitung in der Ausgabe vom 15./16. November 1952. Es gab zu dieser Zeit lediglich eine behelfsmäßige Kirchengemeinde in einer Baracke am Lauditzkamp für die Einwohner des Viertels, zu denen viele Heimatvertriebene und Ausgebombte zählten. Ende April 1954 wurde das Richtfest der Kirche am Tostmannplatz 8 gefeiert. Am 8. August 1954 weihte der Landesbischof sowohl die Dankeskirche als auch den „Innenplatz“ und damit die neue „Michelfelder-Siedlung“ mit 132 Mietwohnungen und Einfamilienhäuser offiziell ein.
Wie die Braunschweiger Zeitung vom 9. August 1954 berichtete, wurde die Siedlung „in Erinnerung an den tatkräftigen Förderer des evangelischen Siedlungswerkes und aufopferungsvollen Helfer in Notzeit […] auf den Namen des 1953 verstorbenen Generalsekretärs des Lutherischen Weltbundes, Dr. Michelfelder (USA) getauft“, dessen Namen auch der Innenplatz trägt. Sylvester Clarence Michelfelder (* 1889, † 1951) war ein deutsch-amerikanischer Theologe. Er war Exekutivsekretär des Lutherischen Weltbundes und organisierte nach dem Ende des Zweiten Weltkriegs die kirchliche Hilfe für Mitteleuropa.
Auf dem Gebiet der Michelfelder-Siedlung findet jedes Jahr das Musikfestival Musikum auf dem Gelände des Studentenwohnheims „An der Schunter“ statt. Organisiert wird das zweitägige Festival vom studentischen Verein Schuntille e. V.

## Wappen
Die Schuntersiedlung besitzt kein eigenes Ortswappen, sondern ist im Wappen des Stadtbezirks Schunteraue vertreten. In ihm vereinigen sich die fünf Siedlungen Schuntersiedlung, Kralenriede, Bastholzsiedlung, Sandwüste und Michelfelder-Siedlung.
Das Wappen zeigt daher auf der einen Hälfte fünf blaue Wellenbalken auf goldenem Grund, was die Siedlungen im Bereich der Schunter symbolisiert. Die zweite Hälfte zeigt ein goldenes Eichenblatt auf blauem Grund. Dieses steht für die Auenlandschaft. Das Wappen wurde von Peter Ohst entworfen und erstmals in der Chronik zum 50-jährigen Bestehen der Schuntersiedlung veröffentlicht.